# Mornarica Narodnooslobodilačke vojske
1. Preusmjeri Nacrt:Mornarica Narodnooslobodilačke vojske